# Permaculture marine

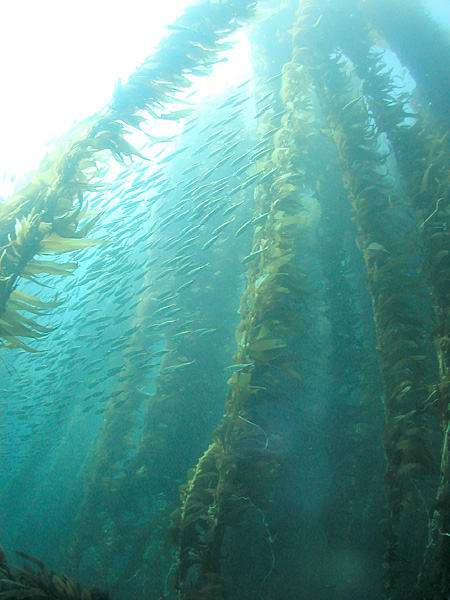
Une Forêt de varech sur l'ile de San Clemente, California démontrant la diversité biologique entretenue par la permaculture marine

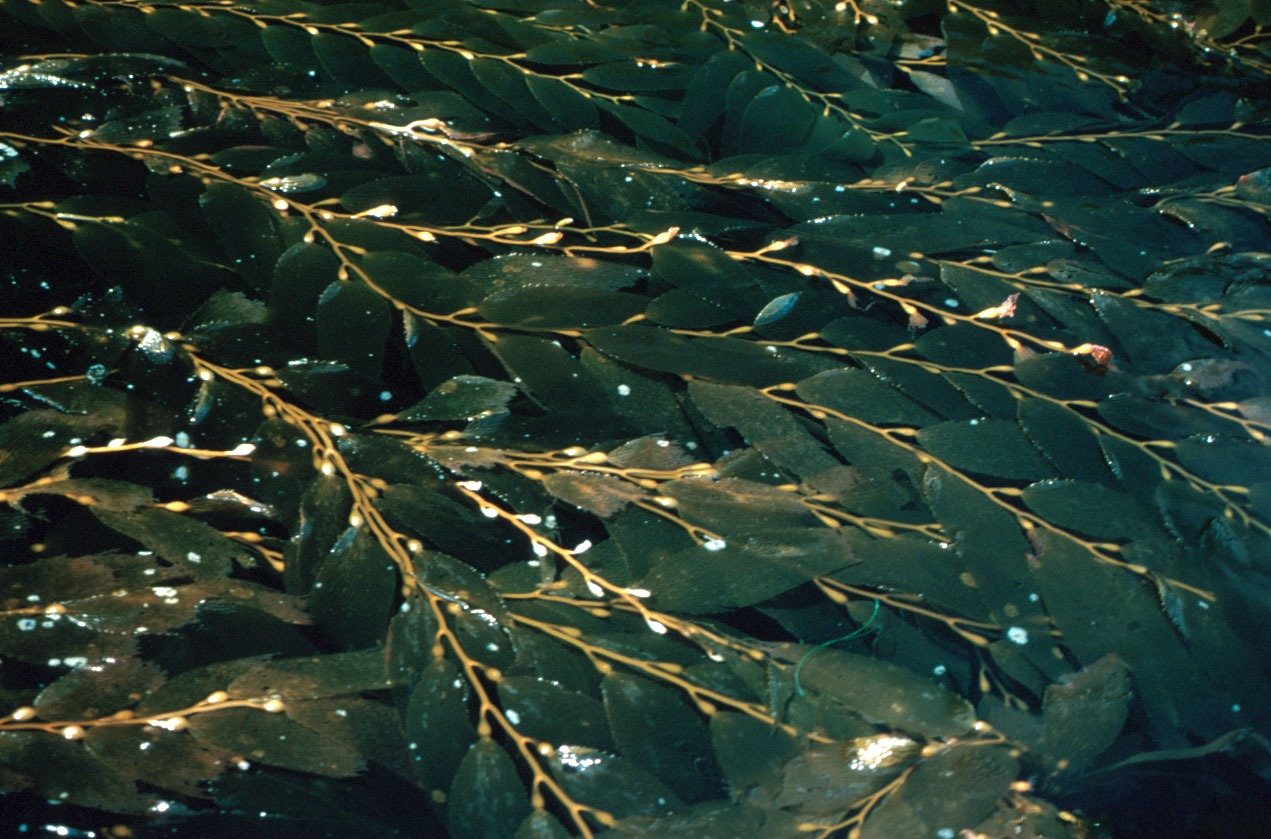
Macroalgues

La permaculture marine est une forme d'aquaculture qui reflète les principes de la permaculture en recréant un habitat de forêt d'algues et d'autres écosystèmes dans des environnements océaniques proches du rivage et au large. Cette démarche permet une récolte durable à long terme d'algues et de fruits de mer, tout en régénérant la vie dans l'océan.

## Restauration des écosystèmes de macroalgues
La permaculture marine comprend une plateforme à partir de laquelle des écosystèmes d'algues peuvent être cultivés, créant ainsi les conditions environnementales nécessaires à la production primaire et à l'habitat de la vie marine. Grâce à un système de pompes fonctionnant à l'énergie renouvelable, les eaux fraîches et riches en nutriments sont remontées d'une profondeur de 100 à 500 mètres, sous la nutricline, jusqu'à la surface de l'océan, reproduisant ainsi les processus naturels de circulation de retournement de la remontée des eaux océaniques et atténuant les vagues de chaleur marines qui ont entraîné une stratification de l'océan et décimé les écosystèmes naturels de macroalgues dans de nombreuses régions du monde,,. La croissance des algues et l'augmentation du plancton fournissent un habitat marin essentiel au développement des populations de poissons. Ce type d'intervention régénère la circulation de retournement et ramène les températures de la couche mixte à des niveaux plus proches de ceux mesurés avant l'ère industrielle.

## Potentiel de régénération des océans
La permaculture marine a reçu l'aval d'un certain nombre d'experts en permaculture, dont Morag Gamble du Permaculture Education Institute, Matt Powers, David Holmgren et le Santa Barbara Permaculture Network, qui ont reconnu son adhésion aux principes de la permaculture. Elle a également fait l'objet d'une attention considérable en tant que solution climatique potentiellement révolutionnaire. Elle figure en tant que solution "Coming Attraction" dans le livre "Drawdown : The Most Comprehensive Plan Ever Proposed to Reverse Global Warming", édité par Paul Hawken, et était l'une des principales solutions climatiques présentées dans le film documentaire 2040 de Damon Gameau. Le professeur Tim Flannery a également souligné le potentiel de la permaculture marine en matière de séquestration de gigatonnes de carbone grâce à des plates-formes d'un hectare en pleine mer,,,une idée qui a également retenu l'attention du marché volontaire du carbone Nori,. La permaculture marine est également mentionnée comme une solution climatique dans Burn : Using Fire to Cool the Earth d'Albert Bates et Kathleen Draper. La permaculture marine figure également dans le Bold Solutions Network de la Fondation MacArthur, qui regroupe les "100 meilleures" solutions innovantes aux défis les plus urgents du monde.

## Des applications de produits très diversifiées
Si elle est déployée à grande échelle, elle a le potentiel d'assurer la sécurité alimentaire de milliards de personnes qui dépendent des océans pour leur principale source de protéines, d'agir comme une source de carbone bleu, tout en réduisant l'acidification des océans, en fournissant des moyens de subsistance durables et en restaurant l'habitat marin. À ce jour, des essais de permaculture marine ont été menés dans de nombreuses régions du monde, notamment à Hawaï, aux Philippines, à Porto Rico et en Tasmanie, où elle est utilisée pour régénérer les écosystèmes d'algues récemment décimés par le changement climatique,,.La récolte de varech biologique peut produire des ingrédients pour l'agriculture, les engrais, les produits pharmaceutiques et les textiles : Les biostimulants, tels que les amendements organiques, les compléments alimentaires pour les poissons et le bétail, la pâte à cellulose, les fibres pour remplacer la pâte à bois, la nanocellulose pour rendre les cartons étanches, et les molécules biomédicales aux propriétés antiseptiques naturelles sont quelques-uns des produits élaborés par les projets de permaculture marine. En outre, la société C-Combinator a obtenu les droits de propriété intellectuelle de la technologie et a l'intention de commencer les opérations commerciales des systèmes de permaculture marine dans un avenir proche.
La permaculture marine a été créée par le Dr Brian von Herzen et ses collègues de la Climate Foundation à Woods Hole, dans le Massachusetts